# Guido Gambone
Guido Gambone (Montella, 27 giugno 1909 – Firenze, 20 settembre 1969) è stato un ceramista italiano.

## Biografia
Nei primi anni di vita, la famiglia decise di trasferirsi a Vietri sul Mare e a quindici anni Gambone prese la decisione di abbandonare gli studi per entrare nel mondo del lavoro, come apprendista in un'azienda di ceramiche di proprietà di Francesco Avallone. In questi anni, Gambone venne influenzato artisticamente dai ceramisti tedeschi, molto presenti nel mondo della ceramica del luogo. Nei primi lavori di Gambone sono presenti delle influenze stilistiche di Richard Dölker e di Irene Kowaliska. Nel 1933, l'artista subì un grave sinistro in cui perde una gamba. Due anni dopo, sostituì Dölker nelle sue mansioni di capo pittore decoratore presso l'azienda di Max Melamerson. Nel 1936, si trasferì a Firenze per contribuire a una sede locale dell'azienda. Rientrato a Vietri nel 1939, cinque anni dopo avviò una propria impresa con Andrea D'Arienzo denominata La Faenzarella. Con l'avvio della propria attività, l'artista trovò le condizioni ideali per sviluppare la propria vena artistica, inoltre riuscì a creare un particolare smalto, che prenderà il suo nome, che verrà presto utilizzato anche dagli altri produttori di Vietri. Gambone, inoltre, sviluppò i motivi tradizionali del luogo, quali i motivi floreali e l'asinello realizzato precedentemente da Dölker.
Gambone realizzò il pannello Repubblica italiana al lavoro per il concorso nazionale della ceramica di Faenza e nel 1947 espose alla VIII Triennale di Milano. Nei due anni successivi, vinse il premio del concorso nazionale indetto a Faenza. Nel 1950, partecipò alla biennale di Venezia, con due ceramiche: Ratto di Europa e Nudo sul dorso. Sempre nello stesso anno venne invitato dall'Art Institute of Chicago e dal governo italiano a rappresentare il proprio Paese in una mostra itinerante per gli Stati Uniti d'America denominata "Italy at work. Her renaissance in design today". 

### Periodo fiorentino
Di ritorno dall'esperienza statunitense, Gambone decise di liquidare la società e di trasferirsi a Firenze dove aprì l'omonima fabbrica. In questo periodo e per tutti gli anni a venire, Gambone vide privilegiare i valori plastici dell'arte vasaria, sfruttando la nascita del gres. Grazie all'influenza artistica di Mirò, Klee, Picasso e dalla pittura di Giorgio Morandi, Gambone recepisce nel suo stile i nuovi contributi all'arte apportata da tali artisti.